# Jewgienij Kulikow
Jewgienij Nikołajewicz Kulikow (ros. Евгений Николаевич Куликов; ur. 25 maja 1950 w Bogdanowiczu) – rosyjski panczenista reprezentujący Związek Radziecki, dwukrotny medalista olimpijski i dwukrotny medalista mistrzostw świata.

## Kariera
Jewgienij Kulikow specjalizował się w dystansach sprinterskich. Pierwszy medal na arenie międzynarodowej wywalczył w 1975 roku, kiedy zajął drugie miejsce w mistrzostwach świata w wieloboju sprinterskim w Göteborgu. W zawodach tych wyprzedził go jedynie jego rodak Aleksandr Safronow. Na rozgrywanych dwa lata później mistrzostwach świata w wieloboju sprinterskim w Alkmaar zajął trzecie miejsce, przegrywając z dwoma reprezentantami USA: Erikiem Heidenem i Peterem Muellerem. W 1976 roku brał udział w igrzyskach olimpijskich w Innsbrucku, gdzie zwyciężył na dystansie 500 m. Podczas igrzysk w Lake Placid w 1980 roku był drugi na tym dystansie, ulegając jedynie Heidenowi.
Dziewięciokrotnie bił rekordy świata, jako pierwszy zawodnik złamał barierę 38 sekund na 500 m (1975), a także 37 sekund (1981). W 1975 roku został uhonorowany Nagrodą Oscara Mathisena.